# 2024年オーストラリアグランプリ
2024年オーストラリアグランプリ（英: 2024 Australian Grand Prix）は、2024年のF1世界選手権第3戦として、2024年3月24日にアルバート・パーク・サーキットで開催された。
正式名称は「Formula 1 Rolex Australian Grand Prix 2024」。

## 背景
タイヤ
ピレリが持ち込んだドライ用タイヤのコンパウンドはハード（白）：C3、ミディアム（黄）：C4、ソフト（赤）：C5で、前年より1段階ソフト寄りの組み合わせとなった。
| ドライ用   | ドライ用       | ドライ用   | ウェット用           | ウェット用   |
| C3         | C4             | C5         | インターミディエイト | フルウェット |
| ---------- | -------------- | ---------- | -------------------- | ------------ |
| （ハード） | （ミディアム） | （ソフト） | （小雨用）           | （大雨用）   |
DRS：4箇所
※（　）内は検知ポイント
- DRS1：マーシャルライトNo.11より130m先から（ターン6から40m先）
- DRS2：ターン10より100m先から（DRS1と同様）
- DRS3：ターン14より30m先から（ターン13より90m手前）
- DRS4：ターン2より30m先から（DRS3と同様）

## エントリー
虫垂炎の手術により前戦サウジアラビアGPを欠場したカルロス・サインツが復帰した。ローガン・サージェントは後述の事情によりFP3以降を欠場する。

## フリー走行
FP1
2024年3月22日 12:30 AEDT(UTC+11) （特記のない出典: ）
気温: 19 °C (66 °F) 路面温度: 37 °C (99 °F) 天候: 晴 路面状況: ドライ
残り20分を切ったところでアレクサンダー・アルボンがクラッシュし、マシンは大きく損傷した。この事故で10分ほど赤旗中断となった。トップタイムはランド・ノリスが記録し、6番手のセルジオ・ペレスまで0.08秒の僅差だった。
FP2
2024年3月22日 16:00 AEDT(UTC+11) （特記のない出典: ）
気温: 20 °C (68 °F) 路面温度: 37 °C (99 °F) 天候: 晴 路面状況: ドライ
FP1でクラッシュしたアルボンはマシン修復が間に合わず不参加。マックス・フェルスタッペンはFP1の終盤にフロアが損傷したことで開始20分まで参加できなかったが、2番手タイムを記録した。トップタイムはシャルル・ルクレールが記録した。
FP3
2024年3月23日 12:30 AEDT(UTC+11) （特記のない出典: ）
気温: 18 °C (64 °F) 路面温度: 26 °C (79 °F) 天候: 晴 路面状況: ドライ
ウィリアムズはFP1でクラッシュしたアルボンのマシンの損傷が大きく、シャシーの現地での修理は不可能と判断し、かつスペアシャシーが無かったことから、ローガン・サージェントのシャシーをポイント獲得の可能性が高いアルボンに譲ることを決定。これにより、サージェントはFP3以降のセッションを欠場する。
サージェントを除く19台が参加し、ルクレールがFP2に続いてトップタイムを記録した。手術明けのカルロス・サインツもフェルスタッペンに続く3番手タイムを出し、本GPでのフェラーリ・SF-24の優位性を見せた。前日出遅れたメルセデス勢もルイス・ハミルトンが4番手、ジョージ・ラッセルが5番手のタイムを出し、トップのルクレールから4番手のハミルトンまでの差が僅か0.092秒と混戦の予選を期待させる内容となった。

### 各セッションの順位
| 順位  | ドライバー         | コンストラクター | タイム   |
| ----- | ------------------ | ---------------- | -------- |
| 1     | L.ノリス           | マクラーレン     | 1:18.564 |
| 2     | M.フェルスタッペン | レッドブル       | 1:18.582 |
| 3     | G.ラッセル         | メルセデス       | 1:18.597 |
| 4     | C.ルクレール       | フェラーリ       | 1:18.599 |
| 5     | 角田裕毅           | RB               | 1:18.621 |
| 出典: |                    |                  |          |

| 順位  | ドライバー         | コンストラクター             | タイム   |
| ----- | ------------------ | ---------------------------- | -------- |
| 1     | C.ルクレール       | フェラーリ                   | 1:17.277 |
| 2     | M.フェルスタッペン | レッドブル                   | 1:17.658 |
| 3     | C.サインツ         | フェラーリ                   | 1:17.707 |
| 4     | L.ストロール       | アストンマーティン・アラムコ | 1:17.822 |
| 5     | F.アロンソ         | アストンマーティン・アラムコ | 1:17.912 |
| 出典: |                    |                              |          |

| FP3 \| 順位 \| ドライバー \| コンストラクター \| タイム \| \| ---------- \| ------------------ \| ---------------- \| -------- \| \| 1 \| C.ルクレール \| フェラーリ \| 1:16.714 \| \| 2 \| M.フェルスタッペン \| レッドブル \| 1:16.734 \| \| 3 \| C.サインツ \| フェラーリ \| 1:16.791 \| \| 4 \| L.ハミルトン \| メルセデス \| 1:16.806 \| \| 5 \| G.ラッセル \| メルセデス \| 1:16.886 \| \| 出典: [13] \| \| \| \| | - 注: いずれもトップ5まで掲載。 |                  |          |
| 順位 | ドライバー                      | コンストラクター | タイム   |
| 1 | C.ルクレール                    | フェラーリ       | 1:16.714 |
| 2 | M.フェルスタッペン              | レッドブル       | 1:16.734 |
| 3 | C.サインツ                      | フェラーリ       | 1:16.791 |
| 4 | L.ハミルトン                    | メルセデス       | 1:16.806 |
| 5 | G.ラッセル                      | メルセデス       | 1:16.886 |
| 出典: |                                 |                  |          |

## 予選
2024年3月23日 16:00 AEDT(UTC+11) （特記のない出典: ）
気温: 19 °C (66 °F) 路面温度: 35 °C (95 °F) 天候: 晴 路面状況: ドライ
マックス・フェルスタッペンが開幕から3戦連続でポールポジションを獲得した。虫垂炎の手術から復帰したカルロス・サインツが2番手に続いたが、フェルスタッペンはサインツに0.270秒差を付ける圧倒的な速さだった。セルジオ・ペレスが3番手（ただしQ1でニコ・ヒュルケンベルグの走行を妨害したため3グリッド降格）、ランド・ノリスが4番手で、シャルル・ルクレールは最後のアタックで失敗しタイムを更新できず5番手に留まった。角田裕毅はQ2でルイス・ハミルトンを蹴落としてQ3に進出すると、Q3でもアストンマーティン勢を上回る8番手タイムをマークした。ホームグランプリのダニエル・リカルドはQ1でトラックリミット違反によりベストタイムが取り消されて敗退した。

### 予選結果
| 順位                | No. | ドライバー                 | コンストラクター                        | Q1       | Q2       | Q3       | Grid |
| ------------------- | --- | -------------------------- | --------------------------------------- | -------- | -------- | -------- | ---- |
| 1                   | 1   | マックス・フェルスタッペン | レッドブル-ホンダ・RBPT                 | 1:16.819 | 1:16.387 | 1:15.915 | 1    |
| 2                   | 55  | カルロス・サインツ         | フェラーリ                              | 1:16.731 | 1:16.189 | 1:16.185 | 2    |
| 3                   | 11  | セルジオ・ペレス           | レッドブル-ホンダ・RBPT                 | 1:16.805 | 1:16.631 | 1:16.274 | 6 1  |
| 4                   | 4   | ランド・ノリス             | マクラーレン-メルセデス                 | 1:17.430 | 1:16.750 | 1:16.315 | 3    |
| 5                   | 16  | シャルル・ルクレール       | フェラーリ                              | 1:16.984 | 1:16.304 | 1:16.435 | 4    |
| 6                   | 81  | オスカー・ピアストリ       | マクラーレン-メルセデス                 | 1:17.369 | 1:16.601 | 1:16.572 | 5    |
| 7                   | 63  | ジョージ・ラッセル         | メルセデス                              | 1:17.062 | 1:16.901 | 1:16.724 | 7    |
| 8                   | 22  | 角田裕毅                   | RB-ホンダ・RBPT                         | 1:17.356 | 1:16.791 | 1:16.788 | 8    |
| 9                   | 18  | ランス・ストロール         | アストンマーティン・アラムコ-メルセデス | 1:17.376 | 1:16.780 | 1:17.072 | 9    |
| 10                  | 14  | フェルナンド・アロンソ     | アストンマーティン・アラムコ-メルセデス | 1:16.991 | 1:16.710 | 1:17.552 | 10   |
| 11                  | 44  | ルイス・ハミルトン         | メルセデス                              | 1:17.499 | 1:16.960 |          | 11   |
| 12                  | 23  | アレクサンダー・アルボン   | ウィリアムズ-メルセデス                 | 1:17.130 | 1:17.167 |          | 12   |
| 13                  | 77  | バルテリ・ボッタス         | キック・ザウバー-フェラーリ             | 1:17.543 | 1:17.340 |          | 13   |
| 14                  | 20  | ケビン・マグヌッセン       | ハース-フェラーリ                       | 1:17.709 | 1:17.427 |          | 14   |
| 15                  | 31  | エステバン・オコン         | アルピーヌ-ルノー                       | 1:17.617 | 1:17.697 |          | 15   |
| 16                  | 27  | ニコ・ヒュルケンベルグ     | ハース-フェラーリ                       | 1:17.976 |          |          | 16   |
| 17                  | 10  | ピエール・ガスリー         | アルピーヌ-ルノー                       | 1:17.982 |          |          | 17   |
| 18                  | 3   | ダニエル・リカルド         | RB-ホンダ・RBPT                         | 1:18.085 |          |          | 18   |
| 19                  | 24  | 周冠宇                     | キック・ザウバー-フェラーリ             | 1:18.188 |          |          | PL 2 |
| 107% time: 1:22.102 |     |                            |                                         |          |          |          |      |
| 出典:               |     |                            |                                         |          |          |          |      |

追記
- ^1 - ペレスはQ1でヒュルケンベルグの走行を妨害したため3グリッド降格[15][19]
- ^2 - 周はパルクフェルメ規則違反によりピットレーンスタート[20][21]

## 決勝
2024年3月24日 15:00 AEDT(UTC+11) （特記のない出典: ）
気温: 20 °C (68 °F) 路面温度: 39 °C (102 °F) 天候: 晴 路面状況: ドライ
カルロス・サインツが虫垂炎による手術からの復帰戦を勝利で飾り、チームメイトのシャルル・ルクレールとともにフェラーリが2022年バーレーングランプリ以来となる1-2フィニッシュを達成した。フェラーリ勢に続いたのはマクラーレンの2台で、ランド・ノリスが3位表彰台を獲得し、ホームグランプリのオスカー・ピアストリが4位入賞を果たした。
一方、ポールポジションからスタートしたマックス・フェルスタッペンは右リアブレーキのトラブルにより4周目にリタイアし、連続完走記録は43でストップした。ルイス・ハミルトンもパワーユニットのトラブルで16周目にリタイアと、チャンピオン経験者2人が開始から間もなく姿を消す波乱が起きた。
レース終盤、ジョージ・ラッセルがフェルナンド・アロンソを追撃中にクラッシュを喫したが、スチュワードは7位でフィニッシュしたアロンソに対し「潜在的に危険」な走行を行ったと判断し、20秒加算のペナルティが科され8位へ降格。これにより、RBに初ポイントをもたらした角田裕毅は7位に繰り上がった。

### レース結果
| 順位    | No. | ドライバー                 | コンストラクター                        | 周回数 | タイム/リタイア原因    | Grid | Pts. |
| ------- | --- | -------------------------- | --------------------------------------- | ------ | ---------------------- | ---- | ---- |
| 1       | 55  | カルロス・サインツ         | フェラーリ                              | 58     | 1:20:26.843            | 2    | 25   |
| 2       | 16  | シャルル・ルクレール       | フェラーリ                              | 58     | +2.366                 | 4    | 19FL |
| 3       | 4   | ランド・ノリス             | マクラーレン-メルセデス                 | 58     | +5.904                 | 3    | 15   |
| 4       | 81  | オスカー・ピアストリ       | マクラーレン-メルセデス                 | 58     | +35.770                | 5    | 12   |
| 5       | 11  | セルジオ・ペレス           | レッドブル-ホンダ・RBPT                 | 58     | +56.309                | 6    | 10   |
| 6       | 18  | ランス・ストロール         | アストンマーティン・アラムコ-メルセデス | 58     | +1:33.222              | 9    | 8    |
| 7       | 22  | 角田裕毅                   | RB-ホンダ・RBPT                         | 58     | +1:35.601              | 8    | 6    |
| 8       | 14  | フェルナンド・アロンソ     | アストンマーティン・アラムコ-メルセデス | 58     | +1:40.992 1            | 10   | 4    |
| 9       | 27  | ニコ・ヒュルケンベルグ     | ハース-フェラーリ                       | 58     | +1:44.553              | 16   | 2    |
| 10      | 20  | ケビン・マグヌッセン       | ハース-フェラーリ                       | 57     | +1 Lap                 | 14   | 1    |
| 11      | 23  | アレクサンダー・アルボン   | ウィリアムズ-メルセデス                 | 57     | +1 Lap                 | 12   |      |
| 12      | 3   | ダニエル・リカルド         | RB-ホンダ・RBPT                         | 57     | +1 Lap                 | 18   |      |
| 13      | 10  | ピエール・ガスリー         | アルピーヌ-ルノー                       | 57     | +1 Lap 2               | 17   |      |
| 14      | 77  | バルテリ・ボッタス         | キック・ザウバー-フェラーリ             | 57     | +1 Lap                 | 13   |      |
| 15      | 24  | 周冠宇                     | キック・ザウバー-フェラーリ             | 57     | +1 Lap                 | PL   |      |
| 16      | 31  | エステバン・オコン         | アルピーヌ-ルノー                       | 57     | +1 Lap                 | 15   |      |
| 17†     | 63  | ジョージ・ラッセル         | メルセデス                              | 56     | アクシデント           | 7    |      |
| Ret     | 44  | ルイス・ハミルトン         | メルセデス                              | 15     | パワーユニット         | 11   |      |
| Ret     | 1   | マックス・フェルスタッペン | レッドブル-ホンダ・RBPT                 | 3      | ブレーキ               | 1    |      |
| WD      | 2   | ローガン・サージェント     | ウィリアムズ-メルセデス                 |        | マシンをアルボンに譲る |      |      |
| ソース: |     |                            |                                         |        |                        |      |      |

追記
- ^FL - ファステストラップの1点を含む
- ^1 - アロンソはラッセルに対し潜在的に危険な走りをしたとして、レース後にドライブスルーペナルティ（なお、レース後の審議及び裁定であったことから、20秒のタイム加算として処理された）とペナルティポイント3点が科された（合計3点）[25][28]
- ^2 - ガスリーはピット出口のラインを跨いでコースに入ったため、レース後に5秒のタイムペナルティが科せられた[22][29]
- ^† - リタイアだが、90%以上の距離を走行したため規定により完走扱い

優勝者カルロス・サインツの平均速度
- 228.316 km/h (141.869 mph)

ファステストラップ
- シャルル・ルクレール - 1:19.813（56周目）

ラップリーダー
太字は最多ラップリーダー
- マックス・フェルスタッペン - 1周 (1)
- カルロス・サインツ - 57周 (2-58)

達成された主な記録
- ドライバー
  - 20回目の表彰台: カルロス・サインツ[32]
- コンストラクター
  - 初入賞: RB - 3戦目[33]

## 第3戦終了時点のランキング
|       | 順位 | ドライバー                 | ポイント |
| ----- | ---- | -------------------------- | -------- |
|       | 1    | マックス・フェルスタッペン | 51       |
| 1     | 2    | シャルル・ルクレール       | 47       |
| 1     | 3    | セルジオ・ペレス           | 46       |
| 2     | 4    | カルロス・サインツ         | 40       |
|       | 5    | オスカー・ピアストリ       | 28       |
| 出典: |      |                            |          |

|       | 順位 | コンストラクター                        | ポイント |
| ----- | ---- | --------------------------------------- | -------- |
|       | 1    | レッドブル-ホンダ・RBPT                 | 97       |
|       | 2    | フェラーリ                              | 93       |
|       | 3    | マクラーレン-メルセデス                 | 55       |
|       | 4    | メルセデス                              | 26       |
|       | 5    | アストンマーティン・アラムコ-メルセデス | 25       |
| 出典: |      |                                         |          |

- 注：いずれもトップ5まで掲載。